# Reel Music
Reel Music is een compilatiealbum van de Britse band The Beatles. Het album bestaat uit nummers die voorkomen in de films waarin de band een rol speelt. Het album werd uitgebracht op 22 maart 1982, in dezelfde periode dat hun eerste film A Hard Day's Night opnieuw in de bioscopen te zien was. Het album kwam tot plaats 19 in de Amerikaanse Billboard 200 en tot plaats 56 in de Britse UK Albums Chart.
Ter promotie van Reel Music werd de single "The Beatles' Movie Medley" uitgebracht, dat niet op het album stond. Ook de B-kant, "I'm Happy Just to Dance with You", verscheen niet op het album. De A-kant is een medley die bestaat uit zeven nummers afkomstig van Reel Music: "Magical Mystery Tour", "All You Need Is Love", "You've Got to Hide Your Love Away", "I Should Have Known Better", "A Hard Day's Night", "Ticket to Ride" en "Get Back". Oorspronkelijk zou een interview met de band uit 1964, genaamd "Fab Four on Film", op de B-kant van de single verschijnen. De band hield dit interview terwijl zij A Hard Day's Night aan het filmen waren. Capitol Records kreeg echter geen toestemming om dit interview op de single uit te brengen.

## Tracks
Alle muziek en teksten zijn geschreven door Lennon-McCartney. 
| Nr. | Titel                             | Afkomstig uit        | Duur |
| --- | --------------------------------- | -------------------- | ---- |
| 1.  | A Hard Day's Night                | A Hard Day's Night   | 2:32 |
| 2.  | I Should Have Known Better        | A Hard Day's Night   | 2:45 |
| 3.  | Can't Buy Me Love                 | A Hard Day's Night   | 2:31 |
| 4.  | And I Love Her                    | A Hard Day's Night   | 2:31 |
| 5.  | Help!                             | Help!                | 2:21 |
| 6.  | You've Got to Hide Your Love Away | Help!                | 2:11 |
| 7.  | Ticket to Ride                    | Help!                | 3:13 |
| 8.  | Magical Mystery Tour              | Magical Mystery Tour | 2:52 |

| Nr. | Titel                     | Afkomstig uit        | Duur |
| --- | ------------------------- | -------------------- | ---- |
| 9.  | I Am the Walrus           | Magical Mystery Tour | 4:37 |
| 10. | Yellow Submarine          | Yellow Submarine     | 2:43 |
| 11. | All You Need Is Love      | Yellow Submarine     | 3:53 |
| 12. | Let It Be                 | Let It Be            | 4:03 |
| 13. | Get Back                  | Let It Be            | 3:07 |
| 14. | The Long and Winding Road | Let It Be            | 3:38 |